# Stylicletodes versimilis
Stylicletodes versimilis är en kräftdjursart som beskrevs av Lang 1965. Stylicletodes versimilis ingår i släktet Stylicletodes och familjen Cletodidae. Inga underarter finns listade i Catalogue of Life.